# شتراغوبت
شتراغوبت (بالإنجليزية: Chitragupta)‏، و(بالسنسكريتية: चित्रगुप्त)‏، هو إله هندوسي مكلف بمهمة الاحتفاظ بسجلات كاملة لأفعال البشر ومعاقبتهم أو مكافأتهم وفقا لكارماتهم. وهو الحافظ للسجلات الأكاشية، ومساعد السيد ياما، رب الموت. واسمه يعني "مَن يُسجِّلُ سرًّا"، إذ هو يسجل بمهارة وسرية كل ما نراه أو نسمعه أو نشعر به أو نفعله أو نختبره.
يقال إن شتراغوبت ولد في شكل بشري في كاياثا في أوجاين، وهو أيضًا موقع أثري مهم مع وجود أدلة فيه على ثقافات يعود تاريخها إلى أكثر من 4000 عام، حيث يوجد معبد مخصص له.